# Гуткович, Александр Захарович
Александр Захарович (Залманович) Гутко́вич (1920—1989) — советский и белорусский кинорежиссёр, сценарист и драматург. Заслуженный деятель искусств Белорусской ССР (1981). Лауреат Государственной премии Белорусской ССР (1966).

## Биография
Родился 20 декабря 1920 года в местечке Аскеры (ныне Бешенковичский район, Витебская область, Белоруссия) в семье кузнеца Залмана и Цивы Гуткович. Окончил сельскую школу. Учился в театральной студии Большого драматического театра в Ленинграде, затем в Ленинградском театральном институте, на режиссёрском факультете (1939).
Участник Великой Отечественной войны. За боевые заслуги награждён орденом Отечественной войны II степени, орденом Красной Звезды и медалями. После войны учился в Белорусском театральном институте (Минск), работал актёром театра имени Я. Коласа в Витебске.
Умер 9 сентября 1989 года. Похоронен в Минске на Северном кладбище.

## Премии и награды
- заслуженный деятель искусств БССР (1981)
- Государственная премия БССР (1966) — за экранизацию романа И. П. Мележа «Люди на болоте»

## Фильмография
- Люди на болоте
- Вся королевская рать
- Тревожное счастье
- Атланты и кариатиды